# Мейрелиш, Раул
Рау́л Жозе́ Тринда́де Мейре́лиш (порт. Raúl José Trindade Meireles; род. 17 марта 1983, Порту, Порту) — португальский футболист, полузащитник.

## Клубная карьера

### «Боавишта»
Раул — воспитанник футбольной академии «Боавишты», но первые годы профессиональной карьеры он отыграл за «Авеш». В «Боавишту» он возвратился летом 2003 года. За один сезон он сыграл 29 матчей и не забил ни одного мяча.

### «Порту»
В июле 2004 года Раул подписал пятилетний контракт с «Порту». В заявлении Мейрелиша после перехода говорилось, что он ни секунды не сомневался после предложения «Порту».

### «Ливерпуль»
28 августа [2010 года в прессе появилась информация о том, что «Ливерпуль» рассматривает Мейрелеша в качестве замены переходящему в «Барселону» Хавьеру Маскерано. В тот же день это было официально подтверждено представителями мерсисайдского клуба — официальный сайт «красных» опубликовал сообщение о том, что сумма трансфера игрока согласована с «Порту», а самому футболисту осталось в самое ближайшее время пройти медосмотр, обсудить условия личного контракта и поставить под ним подпись. Мейрелиш сказал, что тренер «Ливерпуля» Рой Ходжсон приложил серьёзные усилия, чтобы заручиться его подписью, и пообещал попытаться воплотить в реальность мечты и надежды, которые возлагают на него болельщики этой команды. 16 января 2011 года Раул забил свой первый гол за «Ливерпуль» в 215-м Мерсисайдском дерби. 22 января забил свой второй гол за «Ливерпуль» в матче против «Вулверхэмптон Уондерерс». В том же матче отметился голевой передачей на Фернандо Торреса. 2 февраля Раул забил свой третий гол за «Ливерпуль» в матче против «Сток Сити» на 47 минуте матча. Лучший игрок января в «Ливерпуле» по версии главного спонсора. 6 февраля забил победный гол в ворота «Челси» — это был четвёртый гол в последних пяти играх. И в следующем матче «Ливерпуль» не обошёлся без гола Мейрелиша: он забил его в ворота «Уиган Атлетик» на 24 минуте матча. Это был его пятый гол за «Ливерпуль». Мейрелиш очень быстро завоевал расположение болельщиков, и был признан лучшим игроком февраля в АПЛ по версиям интернет-ресурса «ESPN» и издания «Match of the Day».

### «Челси»
31 августа 2011 года, за полчаса до закрытия летнего трансферного окна, официальный сайт «Ливерпуля» опубликовал сообщение о том, что Мейрелиш подал письменный запрос на трансфер. Вскоре клуб официально подтвердил то, что «Ливерпуль» и «Челси» согласовали сумму трансфера полузащитника в лондонскую команду.

### «Фенербахче»
3 сентября 2012 года футболист подписал контракт с турецким клубом «Фенербахче» сроком на 4 года. Сумма трансфера — 10 млн евро. В «Фенербахче» португалец сразу же стал игроком основы и в первом же сезоне отыграл 33 матча, забив три гола. Последующие два сезона также были для него успешными, а вот в четвёртом и последнем сезоне он стал появляться на поле гораздо реже. Это и стало причиной того, почему соглашение между клубом и игроком не было продлено.

## Международная карьера
В сборной Португалии Раул уже имеет звание чемпиона Европы среди юниоров, завоёванное в Израиле в 2000 году. Летом 2004 года он был в молодёжной сборной на чемпионате Европы в Германии, где португальцы заняли 3-е место. В 2008 году выступал за сборную на Чемпионате Европы, проходившем в Австрии и Швейцарии. В первом матче он вышел на восемь минут, второй провел на скамейке запасных и только последние два начал в стартовом составе. Свой первый гол за сборную он забил как раз на этом турнире, причем в том самом матче, в котором вышел на восемь минут. Участвовал на Чемпионате мира 2010 года в ЮАР, где сборная Португалии уступила будущим чемпионам мира испанцам. Во время Евро 2012 провел все 5 матчей за сборную Португалии, став бронзовым призёром. На Чемпионате Мира 2014 года провел все 3 матча в группе где сборная Португалии не смогла пробиться в плей-офф.

## Статистика выступлений

### Клубная статистика
| Выступление      | Выступление      | Выступление      | Лига | Лига | Кубок страны | Кубок страны | Кубок лиги | Кубок лиги | Еврокубки | Еврокубки | Итого | Итого |
| Клуб             | Лига             | Сезон            | Игры | Голы | Игры         | Голы         | Игры       | Голы       | Игры      | Голы      | Игры  | Голы  |
| ---------------- | ---------------- | ---------------- | ---- | ---- | ------------ | ------------ | ---------- | ---------- | --------- | --------- | ----- | ----- |
| Авеш             | Лига ди онра     | 2001/02          | 16   | 0    | 0            | 0            | —          | —          | 0         | 0         | 16    | 0     |
| Авеш             | Лига ди онра     | 2002/03          | 26   | 1    | 0            | 0            | —          | —          | 0         | 0         | 26    | 1     |
| Авеш             | Итого            | Итого            | 42   | 1    | 0            | 0            | —          | —          | 0         | 0         | 42    | 1     |
| Боавишта         | Примейра         | 2003/04          | 29   | 0    | 0            | 0            | —          | —          | 0         | 0         | 29    | 0     |
| Боавишта         | Итого            | Итого            | 29   | 0    | 0            | 0            | —          | —          | 0         | 0         | 29    | 0     |
| Порту            | Примейра         | 2004/05          | 13   | 0    | 0            | 0            | —          | —          | 1         | 0         | 14    | 0     |
| Порту            | Примейра         | 2005/06          | 18   | 2    | 3            | 0            | —          | —          | 1         | 0         | 22    | 2     |
| Порту            | Примейра         | 2006/07          | 25   | 3    | 2            | 0            | —          | —          | 7         | 1         | 34    | 4     |
| Порту            | Примейра         | 2007/08          | 28   | 4    | 4            | 0            | 0          | 0          | 8         | 0         | 40    | 4     |
| Порту            | Примейра         | 2008/09          | 28   | 4    | 4            | 1            | 0          | 0          | 10        | 0         | 42    | 5     |
| Порту            | Примейра         | 2009/10          | 26   | 2    | 5            | 2            | 1          | 0          | 8         | 0         | 40    | 4     |
| Порту            | Итого            | Итого            | 138  | 15   | 18           | 3            | 1          | 0          | 35        | 1         | 192   | 19    |
| Ливерпуль        | Премьер-лига     | 2010/11          | 33   | 5    | 1            | 0            | 0          | 0          | 7         | 0         | 41    | 5     |
| Ливерпуль        | Премьер-лига     | 2011/12          | 2    | 0    | 0            | 0            | 1          | 0          | 0         | 0         | 3     | 0     |
| Ливерпуль        | Итого            | Итого            | 35   | 5    | 1            | 0            | 1          | 0          | 7         | 0         | 44    | 5     |
| Челси            | Премьер-лига     | 2011/12          | 28   | 2    | 6            | 2            | 0          | 0          | 11        | 2         | 45    | 6     |
| Челси            | Премьер-лига     | 2012/13          | 3    | 0    | 0            | 0            | 0          | 0          | 0         | 0         | 3     | 0     |
| Челси            | Итого            | Итого            | 31   | 2    | 6            | 2            | 0          | 0          | 11        | 2         | 48    | 6     |
| Всего за карьеру | Всего за карьеру | Всего за карьеру | 275  | 23   | 26           | 5            | 2          | 0          | 53        | 2         | 356   | 30    |

### Международная статистика
| Сборная          | Год              | Игры | Голы |
| ---------------- | ---------------- | ---- | ---- |
| Португалия       | 2006             | 1    | 0    |
| Португалия       | 2007             | 5    | 0    |
| Португалия       | 2008             | 12   | 1    |
| Португалия       | 2009             | 12   | 2    |
| Португалия       | 2010             | 13   | 5    |
| Португалия       | 2011             | 11   | 0    |
| Португалия       | 2012             | 11   | 0    |
| Португалия       | 2013             | 8    | 1    |
| Португалия       | 2014             | 4    | 1    |
| Всего за карьеру | Всего за карьеру | 76   | 10   |

## Достижения
Командные
«Порту»
- Чемпион Португалии (4): 2005/06, 2006/07, 2007/08, 2008/09
- Обладатель Кубка Португалии (3): 2005/06, 2008/09, 2009/10
- Обладатель Суперкубка Португалии (3): 2006, 2009, 2010
- Итого: 10 трофеев

«Челси»
- Обладатель Кубка Англии: 2011/12
- Победитель Лиги чемпионов УЕФА: 2011/12
- Итого: 2 трофея

«Фенербахче»
- Чемпион Турции: 2013/14
- Обладатель Кубка Турции: 2012/13
- Обладатель Суперкубка Турции: 2014
- Итого: 3 трофея

Сборная Португалии
- Чемпион Европы среди юношей до 16 лет: 2000
- Бронзовый призёр чемпионата Европы: 2012
- Всего за карьеру: 15 трофеев

Личные
- Игрок года по версии болельщиков PFA: 2010/11
- Игрок месяца по версии болельщиков PFA: февраль 2011